# Geranium crenatifolium
Geranium crenatifolium är en näveväxtart som beskrevs av Harold Emery Moore. Geranium crenatifolium ingår i släktet nävor, och familjen näveväxter. Inga underarter finns listade i Catalogue of Life.